# استیون کول کلینی
 استیون کول کلینی (انگلیسی: Stephen Cole Kleene؛ ۵ ژانویهٔ ۱۹۰۹ – ۲۵ ژانویهٔ ۱۹۹۴) ریاضی‌دان اهل ایالات متحده آمریکا بود. کلینی، به همراه آلن تورینگ و امیل لئون پست، از پدیدآورندگان نظریه رایانش‌پذیری است که یکی از شاخه‌های اصلی منطق ریاضی است.
وی همچنین برنده جوایزی همچون نشان ملی علوم شده است.